# Xian de Tekes
Cette page contient des caractères spéciaux ou non latins. S’ils s’affichent mal (▯, ?, etc.), consultez la page d’aide Unicode.
Pour les articles homonymes, voir Tekes (homonymie).
Le xian de Tekes (特克斯县 ; pinyin : Tèkèsī Xiàn ; ouïghour : تېكەس ناھىيىسى / Tekes Nahiyisi) est un district administratif de la région autonome du Xinjiang en Chine. Il est placé sous la juridiction de la préfecture autonome kazakhe d'Ili.

## Démographie
La population du district était de 148 720 habitants en 1999.